# Ectobius duskei
Ectobius duskei är en kackerlacksart som beskrevs av Adelung 1906. Ectobius duskei ingår i släktet Ectobius och familjen småkackerlackor. Inga underarter finns listade i Catalogue of Life.